# الیمپوس ئی-۵
الیمپوس ئی-۵ (به انگلیسی: Olympus E-5) یک دوربین عکاسی ساخت شرکت الیمپوس است.